# Al-Umrat
Al-Umrat (arab. العمرات) – wieś w Syrii, w muhafazie Damaszek. W 2004 roku liczyła 427 mieszkańców.